# Ребека Бъртън
Ребека Бъртън (на английски: Rebecca Brown Burton) е много плодовита американска писателка на бестселъри в жанра съвременен любовен роман. Пише под псевдонима Ребека Уинтърс (на английски: Rebecca Winters).

## Биография и творчество
Ребека Браун Бъртън е родена на 14 февруари 1940 г. в Солт Лейк Сити, щата Юта, САЩ, в семейството на д-р Джон Цимерман Браун, акушер и гинеколог, младши и Катрин Ормсби Хайд, домакиня и пианист. Има трима братя.
На 17 г. отива да учи в интернат „Le Manoir“ в Лозана, Швейцария, където се среща с връстнички от цял свят. За шест месеца прави сама обиколка на света – Сингапур, Австралия, Италия, учи за древните култури в Египет, ходи на сафари в Кения, гмурка се в Таити. Всичко описва в писма до майка си. След завръщането си в САЩ, Ребека развива любовта си към езиците. Завършва през 1962 г. с бакалавърска степен по история, и по педагогика на френски и испански език, от Университета на Юта. Прави следдипломна работа на арабски.
В периода 1987-1999 г. е преподавател по френски език в „Granite School District“ в Солт Лейк Сити.
Когато е началото на 30-те си години, и отглежда второто си дете в Спокан, щат Вашингтон, майка ѝ и изпраща старите писма с молба да състави от тях нещо като мемоари за идните поколения. Към края на сортирането и обработването им постепенно в съзнанието ѝ се оформя идея за роман, който тя пише в следващите години.
Първият ѝ исторически любовен роман, със сюжет за любовна история от Втората световна война, „By Love Divided“ е издаден през 1978 г. Вторият романс „The Loving Season“ е издаден следващата година и действието му се развива в Швейцария и Франция. Първоначално публикува под собственото си име.
След дълъг период на откази и упорит труд, от средата на 80-те години, отново започва успешна писателска кариера. През 1988 г. издава романса „Сляп за любовта“ под псевдонима Ребека Уинтърс, който използва за постоянно, след успеха на публикацията.
Основният фон за романите ѝ е Европа, особено Испания, Италия, Пиренеите и Швеция. Тя казва за това: „Има толкова много прекрасни места, интересни хора, красиви езици, култура и история“.
За произведенията си е получавала много номинации и награди. Удостоена е с наградата „Б.Далтън“ и пет пъти е била удостоена с награда от списание „Romantic Times“.
Ребека Бъртън живее в Солт Лейк Сити, щата Юта. Тя е мормон и има активен интерес към генеалогията.

## Произведения

### Като Ребека Браун Бъртън или Ребека Бъртън

#### Самостоятелни романи
- By Love Divided (1978)
- The Loving Season (1979)
- To Love Again (1987)
- Eau De Vie (2003)
- Beyond Evie (2010)

#### Серия „Крайбрежен път“ (Jetty Road)
1. Jetty Road (2004)
2. Leaving Jetty Road (2006)

### Като Ребека Уинтърс

#### Самостоятелни романи
- Изпепеляващ огън, Fully Involved (1990)
- Телевизионната принцеса, The Story Princess (1990)
- Любовни ритуали, Rites of Love (1991)
- Blackie's Woman (1991)
- Rescued Heart (1991)
- Белязана да обича, The Marriage Bracelet (1992)
- Both of Them (1992)
- Meant for Each Other (1992)
- For Better, for Worse (1993)
- Осъден на любов, Hero on the Loose (1993)
- Return to Sender (1995)
- A Man for All Time (1995)
- Not Without My Child (1996)
- Second – Best Wife (1996)
- No Wife Required! (1997)
- Bride by Day (1997)
- Husband Potential (1999)
- The Faithful Bride (2000)
- Brides and Grooms (2000)
- Claiming His Baby (2001)
- The Forbidden Marriage (2001)
- The Baby Dilemma (2002)
- A Prince for Christmas (2003)
- Manhattan Merger (2003) – награда за най-добър роман на „Арлекин“
- The Frenchman's Bride (2003)
- Their New-Found Family (2005)
- Father by Choice (2005)
- Meant-to-Be Marriage (2006)
- The Vow (2007)
- The Duke's Baby (2007)
- Italian Groom, Princess Bride (2009)
- The Brooding Frenchman's Proposal (2009)
- The Ranger's Secret (2009)
- Cinderella on His Doorstep (2009)
- Her Italian Soldier (2011)
- Snowbound with Her Hero (2011)
- Lovers in Enemy Territory (2012)
- Scent of Betrayal (2012)
- The Count's Christmas Baby (2012)
- Baby Out of the Blue (2013)
- Along Came Twins... (2013)
- A Marriage Made in Italy (2013)
- The Greek's Tiny Miracle (2014)

#### Серия „Мъже от Невада“ (Nevada Men)
1. The Rancher and the Redhead (1993)
2. The Mermaid Wife (1994)
3. Bride of My Heart (1994)

#### Серия „Чужденци“ (Strangers)
1. Strangers When We Meet (1997)
2. Laura's Baby (1997)

#### Серия „Фамилия Тейлър“ (Taylor Family)
1. Until There Was You (1998)
2. Deborah's Son (1998)

#### Серия „Под прикритие“ (Undercovers)
1. Undercover Baby (1999)
2. Undercover Bachelor (1999)
3. Undercover Fiancee (1999)

#### Серия „Бащи ергени“ (Bachelor Dads)
1. The Billionaire and the Baby (2000)
2. His Very Own Baby (2000)
3. The Baby Discovery (2000)
4. Doorstep Twins (2010)
5. Accidentally Pregnant! (2010)

#### Серия „Булки близначки“ (Twin Brides)
1. Bride Fit for a Prince (2002)
2. Rush to the Altar (2003)

#### Серия „Хоукинс“ (Hawkins)
1. Another Man's Wife (2003)
2. Home to Copper Mountain (2003)

#### Серия „Съпружески фонд“ (Husband Fund)
1. To Catch a Groom (2004)
2. To Win His Heart (2004)
3. To Marry for Duty (2004)

#### Серия „Средиземноморски бащи“ (Mediterranean Dads)
1. The Italian Tycoon And The Nanny (2008)
2. The Italian Playboy's Secret Son (2008)
3. Doorstep Twins (2010)

#### Серия „Герои под прикритие“ (Undercover Heroes)
1. The SEAL's Promise (2012)
2. The Marshal's Prize (2012)
3. The Texas Ranger's Reward (2012)

#### Серия „Бащата от ранчото“ (Daddy Dude Ranch)
1. The Wyoming Cowboy (2013)
2. Home to Wyoming (2013)
3. Her Wyoming Hero (2013)

#### Серия „Девойките Джинджърбред“ (Gingerbread Girls)
1. Marry Me under the Mistletoe (2013)

#### Участие в общи серии с други писатели

##### Серия „Деца и прегръдки“ (Kids and Kisses)
- The Nutcracker Prince (1994)
- The Baby Business (1995)

от серията има още 17 романа от различни автори

##### Серия „Девет месеца по-късно“ (Nine Months Later)
- The Wrong Twin (1995)
- Laura's Baby (1997)
- Deborah's Son (1998)
- The Family Way (1999)

от серията има още 60 романа от различни автори

##### Серия „Дръж се за героя“ (Holding out for a Hero)
- Kit and the Cowboy (1996)

от серията има още 10 романа от различни автори

##### Серия „Бейбибум“ (Baby Boom)
- Three Little Miracles (1996)

##### Серия „Мъже от полето“ (Men of the Land)
- The Badlands Bride (1996)

##### Серия „Ергенска територия“ (Bachelor Territory)
- Undercover Husband (1997)

от серията има още 5 романа от различни автори

##### Серия „Мъже в униформа“ (Men in Uniform)
- Strangers When We Meet (1997)

от серията има още 49 романа от различни автори

##### Серия „Голямо събитие“ (Big Event)
1. Baby in a Million (1998)
от серията има още 5 романа от различни автори

##### Серия „До 2000 г.: Удовлетвореност“ (By the Year 2000: Satisfaction)
- If He Could See Me Now (1999)

от серията има още 2 романа от различни автори

##### Серия „Близнаци“ (Twins)
4. The Unknown Sister (2000)
от серията има още 18 романа от различни автори

##### Серия „Мейтландски майчинства“ (Maitland Maternity)
13. The Toddler's Tale (2001)
от серията има още 24 романа от различни автори

##### Серия „Разчитай на ченге“ (Count on a Cop)
13. Accidentally Yours (2001)
15. My Private Detective (2001)
16. Beneath a Texas Sky (2002)
18. She's My Mom (2002)
от серията има още 43 романа от различни автори

##### Серия „За да го подкрепяте“ (To Have and to Hold)
- Husband for a Year (2001)

от серията има още 11 романа от различни автори

##### Серия „Бели сватби“ (White Wedding)
1. The Bridegroom's Vow (2001)
от серията има още 3 романа от Бети Нийлс

##### Серия „От девет до пет“ (Nine to Five)
- The Tycoon's Proposition (2002)
- The Lazaridis Marriage (2007)
- Crazy About Her Spanish Boss (2007)

от серията има още 49 романа от различни автори

##### Серия „Самотен баща“ (Single Father)
6. Woman in Hiding (2004)
9. To Be a Mother (2004)
от серията има още 32 романа от различни автори

##### Серия „Готови за бебе“ (Ready for Baby)
- The Baby Proposal (2004)

от серията има още 5 романа от различни автори

##### Серия „Обществото на булките“ (High Society Brides)
- Rafael's Convenient Proposal (2004)

от серията има още 3 романа от различни автори

##### Серия „Загубени и намерени“ (Lost and Found)
- Somebody's Daughter (2005)
- The Daughter's Return (2005)

от серията има още 2 романа от различни автори

##### Серия „Сърце до сърце“ (Heart to Heart)
- Husband by Request (2005)

от серията има още 25 романа от различни автори

##### Серия „По кралско нареждане“ (By Royal Appointment)
- The Bride Of Montefalco (2006)
- Matrimony with His Majesty (2007)
- A Bride for the Island Prince (2012)

от серията има още 4 романа от различни автори

##### Серия „Булки от Бела Лусия“ (Brides of Bella Lucia)
2. Having the Frenchman's Baby (2006)
от серията има още 8 романа от различни автори

##### Серия „Диамантени булки“ (Diamond Brides)
- The Royal Marriage Arrangement (2008)

от серията има още 5 романа от различни автори

##### Серия „Бягство около света“ (Escape Around the World)
- The Greek's Long-Lost Son (2009)

от серията има още 5 романа от различни автори

##### Серия „Мъже: Произведено в Америка 3“ (Men: Made in America 3)
- The Chief Ranger (2009)

от серията има още 11 романа от различни автори

##### Серия „Бащинство“ (Fatherhood)
- Santa in a Stetson (2010)
- Ranger Daddy (2011)

от серията има още 30 романа от различни автори

##### Серия „Булки от Бела Роса“ (Brides of Bella Rosa)
3. Miracle for the Girl Next Door (2010)
от серията има още 7 романа от различни автори

##### Серия „Първото семейство от родеото“ (Codys: First Family of Rodeo)
- Walker: The Rodeo Legend (2010)

от серията има още 5 романа от различни автори

##### Серия „Бебета и булки“ (Babies and Brides)
- The Nanny and the CEO (2011)

от серията има още 5 романа от различни автори

##### Серия „Креативни удобства“ (Creature Comforts)
- The Bachelor Ranger (2011)

от серията има още 2 романа от различни автори

##### Серия „Имало едно целувка ...“ (Once Upon a Kiss...)
- Her Desert Prince (2011)

от серията има още 9 романа от различни автори

##### Серия „Мъжете на Запада“ (Men of the West)
- A Texas Ranger's Christmas (2011)

##### Серия „Каубой на разположение“ (Cowboy For Every Mood)
- The Rancher's Housekeeper (2012)

от серията има още 43 романа от различни автори

##### Серия „В неговата служба“ (At His Service)
- Flirting with the Boss (omnibus) (2012) – с Али Блейк и Барбара Хъни

от серията има още 7 романа от различни автори

#### Новели
- Bachelor at Risk (2007)
- The Bridesmaid's Proposal (2012)
- A Royal Bride of Convenience (2013)

#### Сборници
- Сляп за любовта, Blind to Love (1988) – с Кони Бенет и Ема Голдрик
- Just Married (1993) – със Сандра Канфийлд, Мюриъл Йенсен и Елизе Тайтъл
- Marry Me Again (1994) – със Сюзън Симс и Джасмин Кресуел
- Christmas Miracles (1996) – с Карол Мортимър и Бети Нийлс
- Daddy For Christmas (1998) – с Памела Браунинг и Жул Макбрайд
- Mistletoe Magic (1999) – с Бети Нийлс и Маргарет Уей
- Amnesia (2000) – със Сандра Мартон и Лий Уилкинсън
- Switched at the Altar (2001) – с Миранда Лий, Лий Майкълс и Сюзън Нейпиър
- Family Matters (2001) – с Шери Люис
- His Majesty's Marriage (2002) – с Луси Гордън
- A Child for Christmas (2003) – с Карол Мортимър и Дженифър Тейлър
- Coming Home for Christmas (2003) – с Хелън Бианчин и Луси Гордън
- Coming Home (2004) – с Хелън Бианчин и Луси Гордън
- All in a Day (2005) – с Джесика Харт и Карол Мортимър
- Here Comes the Bride (2005) – с Джесика Харт
- Christmas Proposals (2006) – с Марион Ленокс и Карол Мортимър
- To Mum, with Love (2006) – с Маргарет Уей
- City Heat (2007) – с Хелън Брукс и Катрин Джордж
- Bound by a Baby (2007) – с Катрин Спенсър и Кейт Уокър
- Conveniently Wed (2008) – с Мелиса Джеймс и Карол Мортимър
- Mothers of the Year (2008) – с Анна Дистефано и Лори Ханделанд
- Christmas Dreams (2008) – с Джесика Харт и Бети Нийлс
- An Italian Summer (2009) – с Джаки Браун и Кейт Хюит
- A Mother's Wedding Day (2010) – с Доминик Бъртън
- Royal Engagements (2010) – с Мелиса Джеймс и Мередит Уебър
- Unexpected Proposals (2010) – с Али Блейк, Рей Морган и Патриша Тейър
- The Nanny and the Millionaire (2011) – с Линда Гуднайт и Маргарет Уей
- And Baby Makes Three (2011) – с Луси Гордън
- Greek Tycoons (2011) – с Жаклин Беърд и Сюзън Стивънс
- Daddys Christmas Miracle (2011) – с Мари Ферарела и Шърли Джъмп
- Latin Lovers: Italian Husbands (2011) – с Кейт Хюит и Алисън Робъртс